# Чулаківська сільська територіальна громада
Чулаківська сільська територіальна громада —  територіальна громада в Україні, в Голопристанському районі Херсонської області. Адміністративний центр — село Чулаківка.
Площа — 1413.6 км², населення — 7738 осіб
Утворена 27 березня 2017 року шляхом об'єднання Рибальченської і Чулаківської сільських рад Голопристанського району.
У 2020 році до складу Чулаківської ОТГ також увійшли Садівська, Олександрівська та Геройська сільські ради, внаслідок чого громада стала найбільшою за площею сільською громадою України.

## Населені пункти
- селища Виноградне, Вільна Дружина і Садове;
- села Чулаківка, Рибальче, Забарине, Пам'ятне, Братське, Іванівка, Олександрівка, Очаківське, Вільна Україна, Геройське[2].